# Melese russata
Melese russata är en fjärilsart som beskrevs av Edwards 1884. Melese russata ingår i släktet Melese och familjen björnspinnare. Inga underarter finns listade i Catalogue of Life.